# Werk Pejo
Das Werk Pejo (auch „Blockhaus Pejo“ – it. forte Barba di Fiori auch forte Peio oder Barbadifior – nach der lokalen Örtlichkeit genannt) war ein kleines Festungswerk im Abwehrriegel der Österreichischen Festungswerke an der Grenze zu Italien.
Die Überreste des Bauwerks finden sich auf einem Felskegel in einer Höhe von 1.610 Metern südlich der Straße von Peio zum Lago di Pian Palù, auf der rechten Seite des Nonsbaches.
Es lag im Subrayon II der Tiroler Verteidigungslinie und gehörte mit den anderen Werken dieses Abschnitts zur „Tonalesperre“. Aufgabe war es, das Pejotal als Nebental des Val di Sole gegen einen Durchbruch vom Tonalepass her abzuriegeln. Zur Unterstützung sollte eine weitere Anlage mit dem Namen „Werk Montozzo“ auf dem gegenüberliegenden Hang gebaut werden. Die Werkstraße zum vorgesehenen Standort wurde zwar fertiggestellt, die Arbeiten dann jedoch nicht weiter fortgeführt.

## Allgemeine Angaben
Erbaut wurde es in den Jahren 1906/1907 und bereits in der zu diesem Zeitpunkt üblichen Betonbauweise errichtet. Die Planung oblag dem Genie-Oberleutnant Maximilian Freuer, der dafür die bereits ausgeführten Arbeiten des Oberleutnant Kleiner und des Hauptmann Zeidler nutzte. Die Bauarbeiten wurden von dem Oberleutnant Stanislaus Navratil beaufsichtigt und von der Baugesellschaft des Giovanni Zontini aus Riva del Garda durchgeführt.
Die Anlage war zweistöckig mit einem rechteckigen Grundriss und zur Rundumverteidigung eingerichtet. An zwei Ecken war diagonal ein vorspringender basteiartiger Gefechtsturm (Koffer) mit halbrunder Front angehängt. Das gesamte Bauwerk war mit Gewehrscharten ausgestattet, der Koffer an der Südwestecke hatte zusätzlich zwei übereinanderliegende Geschützkasematten für die 8-cm-Kanonen. Die Schussrichtung wies nach Südwesten in das Val Montozzo und in das Val Saviana. Das Werksverdeck war mit verzinktem Blech abgedeckt, um das Eindringen von Feuchtigkeit zu verhindern. Nach dem Kriegsbeginn verstärkte man die Decke durch das Auftragen einer Erdschicht als Puffer und legte darüber eine Schotterlage als Zerschellerschicht. Ein Graben war nicht vorhanden.
Das Werk war über Kommunikationsmittel wie Telefon und Telegraf mit den anderen Werken der Tonalsperre verbunden; zusätzlich konnte eine optische Verbindung per Lichtsignal zum Werk Presanella hergestellt werden.
Während des Ersten Weltkrieges wurde das Werk nicht infanteristisch angegriffen. Nach dem Ausbau der Kanonen bei Kriegsbeginn (diese wurden in Feldstellungen installiert) diente es nur noch als Kaserne und Stützpunkt. Da dies anscheinend der italienischen Führung nicht bekannt war, wurde es von schwerer italienischer Artillerie vom „Forte Corno d'Aola“ her zusammengeschossen.

## Bewaffnung
Das Werk war mit zwei 8-cm-Minimalschartenkanonen M5 in Panzerkasematten und vier Maschinengewehren M4 ausgerüstet. Die Kanonen wurden dann am Cima Coni und unterhalb der Malga Pudria aufgestellt.

## Heutiger Zustand
Die Anlage ist völlig ruinös und gleicht eher einer verfallenen Ritterburg als einem Festungswerk aus dem 20. Jahrhundert. Die Decke ist eingestürzt ebenso ein Teil der Wände. Nach dem Ende des Krieges haben Schrottsammler alle Eisenteile herausgerissen und so den desaströsen Zustand noch verstärkt. Ein Betreten ist möglich.